# Sceloporus undulatus
Sceloporus undulatus е вид влечуго от семейство Phrynosomatidae.

## Разпространение
Видът е разпространен в Мексико и САЩ.